# Księga o przyczynach
Księga o przyczynach (łac. Liber de causis, Liber Aristotelis de Expositione Bonitatis Purae) – średniowieczny traktat filozoficzny, będący łacińskim przekładem anonimowego arabskiego lub syryjskiego tekstu będącego komentarzem do fragmentów pochodzących od Proklosa. W średniowieczu traktat przypisywany był błędnie Arystotelesowi i uznawany za wykład jego metafizyki.

## Tekst oryginalny i tłumaczenie
Księga składa się z wypisów z Elementów teologii Proklosa oraz komentarzy nieznanego autora. Autor wyboru fragmentów i komentarzy pozostaje nieustalony. Mógł być arabskim uczonym związanym z Toledo lub Bagdadem. Na związki z Bagdadem wskazuje rozpowszechnienie traktatu także w świecie arabskim już w IX w. pod różnymi tytułami, przede wszystkim كتاب الإيضاح لأرسطوطاليس في الخير المحض (Kitāb al-Īḍāḥ li-Arisṭūṭālis fī l-khayr al-maḥd, Traktat Arystotelesa o czystym dobru). Niektórzy autorzy wskazują także na żydowskiego autora Avendautha, prawdopodobnie tożsamego z Abrahamem ibn Daudem.  Pierwotna wersja księgi napisana została w języku arabskim lub (zdanie mniejszościowe) syryjskim, a dopiero następnie przetłumaczona na arabski. Z języka arabskiego przetłumaczył ją na łacinę Gerard z Cremony, w Toledo przed rokiem 1187. W tej formie stała się popularna na łacińskim Zachodzie.

## Treść
Księga składa się z krótkich, numerowanych twierdzeń (propositio) W rękopisach spotkać można dwie numeracje tych twierdzeń (31 lub 32). Następują po nich wyjaśnienia (commentum) dowodzące ich słuszności. Twierdzenia wzięte są od Proklosa, a wyjaśnienia od autora księgi (czasami czerpiącego z innych tekstów, np. Ennead Plotyna). Forma ta jest wyraźnie odrębna od innych tekstów filozoficznych średniowiecza.
Elementy teologii Proklosa zawierały 211 twierdzeń, z których autor Księgi o przyczynach wybrał 1/7, Wraz z wyjaśnieniami powstał więc wyraźnie odrębny utwór, odbiegający od znaczenia oryginalnego tekstu. Proklos, starając się dokonać syntezy w ramach neoplatonizmu greckich poglądów na duchowość, opisuje rozbudowaną hierarchię bytów duchowych i sposób, w jaki przechodzą w świat materialny. Te dwa zasadnicze wątki, hierarchiczność rzeczywistości i powstawanie bytów, pozostają głównym tematem Księgi o przyczynach. Obecna w filozofii Proklosa triada: przyczyna pierwsza – inteligencje – dusza (filozofia)  zostaje w Księdze o przyczynach mocno przekształcona, a jej autor stara się pogodzić te neoplatońskie elementy z  kreacjonizmem i monoteizmem. Inaczej niż w neoplatonizmie, przymiot boskości zostaje przypisany tylko przyczynie pierwszej. Zawiera ona w sobie wszystkie doskonałości i istnieje ponad jednią, czasem, dobrem, naturą. To ona stwarza ex nihilo najwyższe esse (w polskim przekładzie księgi oddane jako bytowanie), jedyny byt  stworzony, z którego z kolei pochodzą (jako jego przekształcenie) byty w sferze wyższej i w sferze niższej.

## Recepcja

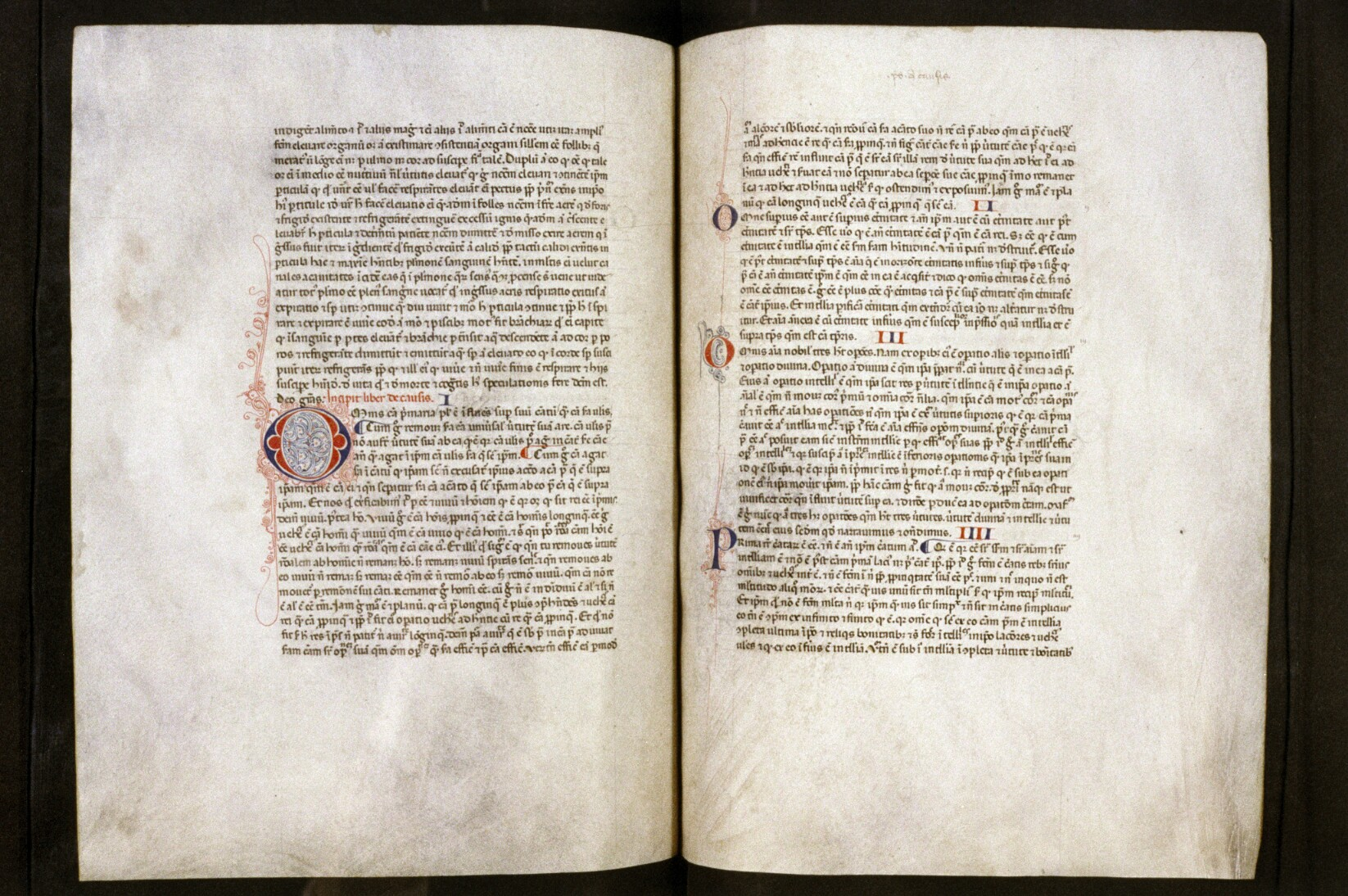
Początek Liber de causis (od inicjału "O"), włoski manuskrypt z XIV w., Biblioteka Bodlejańska, Oksford

Łacińska wersja Księgi o przyczynach była jednym z najbardziej rozpowszechnionych tekstów filozoficznych na średniowiecznym Zachodzie (znane jest 237 jego ówczesnych kopii) i miała duże znaczenie dla rozwoju filozofii średniowiecznej. Enigmatyczność jego stwierdzeń była dużym wyzwaniem dla czytelników i otwierała ją na wielość interpretacji. Księga była też znana i ceniona poza łacińskim Zachodem. Poza światem arabskim, gdzie znana była w oryginale, znane są cztery przekłady na język hebrajski (trzy razy z łaciny, raz z arabskiego), a także przekład na język ormiański. Jej przekład z arabskiego na hebrajski dokonany przez Zerachiasza ben Izaaka stał się podstawą żydowskiego neoplatonizmu.
Księga znana była łacińskiemu Zachodowi już pod koniec XII w. (cytaty z niej znajdują się w dziełach Alana z Lille). Tekst uznawany był za traktat Arystotelesa i na jego podstawie rekonstruowano metafizyczną doktrynę tego filozofa, tym samym przypisując mu błędnie koncepcje w rzeczywistości neoplatońskie. Błąd prawdopodobnie spowodowany był tym, że u Gerarda z Cremony nosiła ona tytuł Liber Aristotelis de expositione bonitatis purae.
W XIII w. była studiowana już przez wielu uczonych, choć nie zawsze jawnie, ponieważ obejmowało ją potępienie pism Arystotelesa przez synod Paryski (1210). Od lat 30. XIII w. staje się podstawową lekturą na wydziałach sztuk uniwersytetów. Powstają też komentarze do niej (ze średniowiecza znanych jest 27), m.in. Alberta Wielkiego, Tomasza z Akwinu, Rogera Bacona, Idziego Rzymianina, Sigera z Brabancji. W Polsce komentował ją Jakub z Gostynina (po 1477). Księga była też podstawą wielu wykładów na Uniwersytecie Krakowskim na przełomie XV i XVI w.
Od połowy XIII w. uczeni zaczęli dostrzegać to, że księga jest złożona z fragmentów pochodzących od różnych autorów. Uznawano, że jej twierdzenia pochodzą od Arystotelesa, natomiast autorem wyjaśnień (a tym samym właściwym autorem) jest Al-Farabi lub Awicenna. Pojedyncze opinie przypisywały ją Teofrastowi, Dawidowi Judaeusowi (tak: Albert Wielki) czy Avendauth (ci dwaj ostatni autorzy uznawani są czasami za jedną osobę). W 1268 Wilhelm z Moerbeke przetłumaczył Elementy teologii Proklosa na łacinę, otwierając szerszą recepcję oryginalnego neoplatonizmu na Zachodzie. Porównując ten tekst z Księgą o przyczynach, Tomasz z Akwinu ustalił, że jest ona w dużej mierze skomentowanymi fragmentami Elementów. Ustalenia te nie upowszechniły się i w kolejnych stuleciach, nadal była ona uznawana za dzieło Arystotelesa komentowanego przez filozofów arabskich lub samoistne dzieło Alfarabiego (tak: Marsilio Ficino). 
Spór o autorstwo odnowił się w czasach nowożytnych, wraz z powstaniem krytyki źródeł. Zgodnie ze współczesnymi ustaleniami tłumaczenia z języka arabskiego dokonał Gerard z Cremony przed 1187. Poprawek w tekście łacińskim dokonał Dominik Gundisalwi. Nadal toczone są dyskusje na temat oryginału, z którego dokonano tłumaczenia, i jego autorstwa. W połowie XX w. uznawano, że autorem kompilacji i komentarzy był żydowski autor Avendauth, prawdopodobnie tożsamy z Abrahamem ibn Daudem, później odkryto jednak jej fragmenty w andaluzyjskich tekstach żydowskich z XI w. Współcześnie uznaje się, że powstała w IX–X w. w środowisku uczonych w Bagdadzie. Autor niekoniecznie był muzułmaninem. Obok tekstu Proklosa posługiwał się również fragmentami z Plotiniana arabica. 
Księga miała duże znaczenie dla rozwoju filozofii nowożytnej. Była pomostem łączącym tradycje neoplatońskie z metafizyką chrześcijańską. Jej teoria bytu, sformułowania i dystynkcje były przedmiotem intensywnych studiów średniowiecznych uczonych. Jest prawdopodobne, że z tego wyniknęło wprowadzone przez Tomasza z Akwinu rozróżnienie istoty i istnienia.
Z tego wynikają dwa porządki: nieskończony (istota, gdy nie jest ograniczona materią) i skończony (istnienie, esse).